# 1970
- Wikisource

| Calendário gregoriano                                                        | 1970 MCMLXX                         |
| Ab urbe condita                                                              | 2723                                |
| Calendário arménio                                                           | 1419 – 1420                         |
| Calendário bahá'í                                                            | 126 – 127                           |
| Calendário budista                                                           | 2514                                |
| Calendário chinês                                                            | 4666 – 4667 Início a 6 de fevereiro |
| Calendário copta                                                             | 1686 – 1687                         |
| Calendário etíope                                                            | 1962 – 1963                         |
| Calendários hindus - Vikram Samvat - Calendário nacional indiano - Cáli Iuga | 2025 – 2026 1891 – 1892 5070 – 5071 |
| Calendário Holoceno                                                          | 11970                               |
| Calendário islâmico                                                          | 1390 – 1391                         |
| Calendário judaico                                                           | 5730 – 5731 Início a 1 de outubro   |
| Calendário persa                                                             | 1348 – 1349 Início a 21 de março    |
| Calendário rúnico                                                            | 2220                                |
| Calendário solar tailandês                                                   | 2513                                |

1970 (MCMLXX, na numeração romana) foi um ano comum do século XX que começou numa quinta-feira, segundo o calendário gregoriano. A sua letra dominical foi D. A terça-feira de Carnaval ocorreu a 10 de fevereiro e o domingo de Páscoa a 29 de março. Segundo o horóscopo chinês, foi o ano do Cão, começando a 6 de fevereiro.

| Evento                                                   | Data            | Hora  |
| -------------------------------------------------------- | --------------- | ----- |
| Aquário                                                  | 20 de janeiro   | 11:24 |
| Peixes                                                   | 19 de fevereiro | 01:42 |
| primavera no hemisfério norte e outono no hemisfério sul |                 |       |
| Carneiro/equinócio                                       | 21 de março     | 00:57 |
| Touro                                                    | 20 de abril     | 12:15 |
| Gémeos                                                   | 21 de maio      | 11:38 |
| verão no hemisfério norte e inverno no hemisfério Sul    |                 |       |
| Caranguejo/solstício                                     | 21 de junho     | 19:43 |
| Leão                                                     | 23 de julho     | 06:37 |
| Virgem                                                   | 23 de agosto    | 13:34 |
| Outono no Hemisfério Norte e Primavera no Hemisfério Sul |                 |       |
| Balança/equinócio                                        | 23 de setembro  | 10:59 |
| Escorpião                                                | 23 de outubro   | 20:05 |
| Sagitário                                                | 22 de novembro  | 17:25 |
| inverno no hemisfério norte e verão no hemisfério sul    |                 |       |
| Capricórnio/solstício                                    | 22 de dezembro  | 06:36 |

| UTC: Madeira, Guiné-Bissau e São Tomé e Príncipe Subtrair (-): 1 h nos Açores e Cabo Verde 2 h nas Ilhas oceânicas brasileiras 3 h em Brasília, em Goiás, na Amazônia Oriental Brasileira e no nordeste, sudeste e sul brasileiros 4 h na Amazônia Ocidental Brasileira, Mato Grosso e Mato Grosso do Sul 5 h no Acre e sudoeste do Amazonas Adicionar (+): 1 h Portugal Continental, em Angola e Guiné Equatorial 2 h em Moçambique 8 h em Macau 9 h em Timor-Leste. |
| Adicionar uma hora durante a vigência do horário de verão: Portugal Continental : Não houve horário de verão em 1970 |

| Ano completo                        |
| ----------------------------------- |
| Ano comum com início à quinta-feira |

## Eventos
- Ano Internacional da Educação, pela ONU.

### Janeiro
- 1 de janeiro - Início da Era Unix.
- 26 de janeiro - Fundação da Universidade de Franca, em São Paulo, Brasil.

### Março
- 25 de março - O presidente Médici amplia o mar territorial brasileiro de 12 para 200 milhas marítimas.

### Maio
- 31 de maio - Começa a Copa do Mundo FIFA de 1970, realizada no México.

### Junho
- 21 de junho - A Seleção Brasileira de Futebol ganha a Copa do Mundo FIFA de 1970, conquistando o tricampeonato.

### Outubro
- 10 de outubro - Declarada a independência de Fiji.
- 24 de outubro - Salvador Allende é confirmado como presidente da República pelo Congresso do Chile, tornando-se assim o primeiro chefe de estado marxista eleito democraticamente do mundo.

### Dezembro
- 7 de dezembro - O embaixador da Suíça no Brasil, Giovanni Enrico Bucher, é sequestrado no Rio de Janeiro.

## Nascimentos
- 23 de janeiro - Lee Jung-eun, atriz sul-coreana.
- 20 de maio - Cassandro, lutador estadunidense-mexicano.
- 22 de outubro - Javier Milei, presidente da República da Argentina.

## Mortes
- 3 de janeiro - Gladys Aylward, missionária cristã britânica na China (n. 1902).
- 20 de fevereiro - Café Filho, 18° presidente do Brasil (n. 1899).
- 1 de junho - Pedro Eugenio Aramburu, presidente da Argentina de 1955 a 1958 (n. 1903).
- 21 de junho - Sukarno, presidente da Indonésia de 1945 a 1967 (n. 1901).
- 27 de julho - António de Oliveira Salazar, presidente do Conselho de Ministros português (n. 1889).
- 18 de setembro - Jimi Hendrix, considerado um dos maiores guitarristas de todos os tempos (n. 1942).
- 28 de setembro - Gamal Abdel Nasser, presidente do Egipto de 1954 a 1970 (n. 1918).
- 4 de outubro - Janis Joplin, cantora americana (n. 1943).
- 19 de outubro - Lázaro Cárdenas del Río, presidente do México de 1934 a 1940 (n. 1895).
- 3 de novembro - Pedro II da Iugoslávia, Rei da Jugoslávia de 1934 a 1945 (exilado em 1941) (n. 1923).
- 9 de novembro - Charles de Gaulle, primeiro-ministro da França de 1958 a 1959 e presidente da França de 1959 a 1969 (n. 1890).
- 4 de dezembro - João Bezerra da Silva, Oficial da Polícia Militar Alagoana que eliminou Lampião em 28 de julho de 1938 (n. 1898).
- 5 de dezembro - Jochen Rindt, piloto de Fórmula 1 e único campeão póstumo (declarado campeão quando falecido) da categoria.
- 15 de dezembro - Ernest Marsden, físico inglês (n. 1889).

## Prêmio Nobel
- Física - Hannes Olof Gösta Alfvén,[1] Louis Eugène Félix Néel[1]
- Química - Luis Federico Leloir[2]
- Medicina - Sir Bernard Katz,[3] Ulf von Euler,[3] Julius Axelrod[3]
- Literatura - Aleksandr Isaevich Solzhenitsyn[4]
- Paz - Norman E. Borlaug[5]
- Economia - Paul Samuelson[6]

## Epacta e idade da Lua
| Epacta gregoriana | 25 (XXV) |
| Idade da Lua      | Letra F  |

## Por tema
- 1970 na arte
- 1970 no Brasil
- 1970 na ciência
- 1970 no cinema
- 1970 no desporto
- 1970 na informática
- 1970 nos jogos eletrônicos
- 1970 no jornalismo
- 1970 na literatura
- 1970 na música
- 1970 na política
- 1970 no teatro
- 1970 na televisão